# Máy chơi trò chơi điện tử tại gia

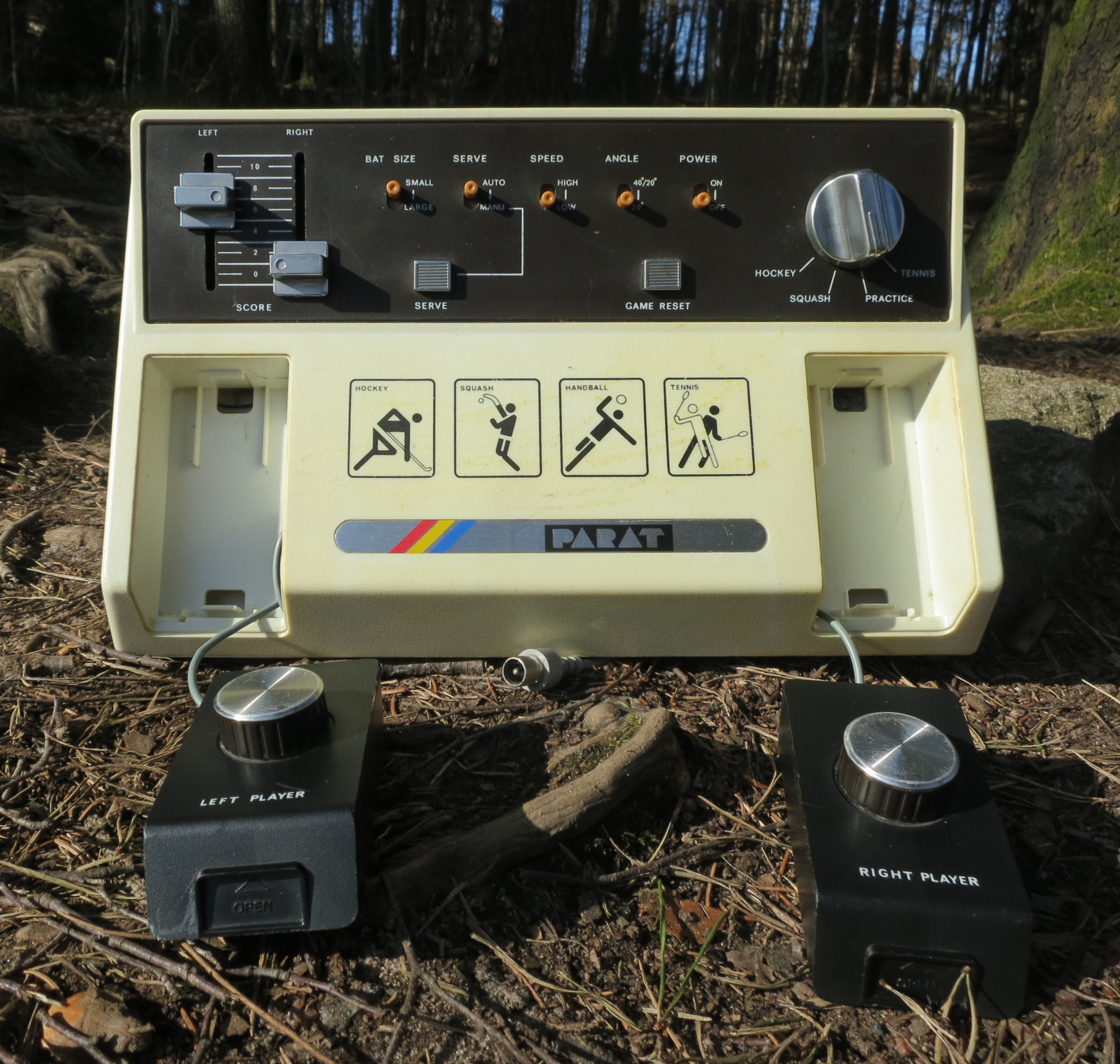
Parat Technigraph TV Sports (1977)

Máy chơi game gia đình hay video game console gia đình là tên gọi chung bao gồm các hệ máy console cho phép người chơi chơi tại nhà của mình. Tác dụng là người chơi có thể chơi bất cứ lúc nào và mang đi đâu trong nhà. Những dụng cụ chơi với máy này gồm tay cầm không dây (hoặc có dây) kết nối với một đầu máy, tối thiểu 2 chiếc cho những trò hai người và thường chơi thông qua màn hình TV để hiển thị hình ảnh.
Khi trò chơi điện tử bắt đầu xuất hiện từ những năm 1950, thì máy chơi game gia đình sau đó đã có mặt từ năm 1951. Trong 60 năm phát triển của máy này, nhiều hệ máy đã ra đời và ngày càng cải tiến phổ biến hơn.